# QNet ITF Open 2012 - Doppio
Il doppio del torneo di tennis QNet ITF Open 2012, facente parte della categoria ITF Women's Circuit, ha avuto come vincitrici Tamaryn Hendler e Melanie Klaffner che hanno battuto in finale Tadeja Majerič e Anja Prislan con il punteggio di 6–2, 4–6, [10–6].

## Teste di serie
1. Tamaryn Hendler /  Melanie Klaffner (Campionesse)
2. Nicole Clerico /  Zuzana Luknárová (quarti di finale)

1. Sung-Hee Han /  Keren Shlomo (quarti di finale)
2. Nungnadda Wannasuk /  Varunya Wongteanchai (primo turno)

## Tabellone

### Legenda
| - Q = Qualificato - WC = Wild card - LL = Lucky loser | - ALT = Alternate - SE = Special Exempt - PR = Protected Ranking | - w/o = Walkover - r = Ritirato - d = Squalificato |